# Kurtlar Vadisi
Kurtlar Vadisi, lançado no Brasil como "Vale dos Lobos", é um filme turco do diretor Sedar Akar.

## Sinopse
O filme relata um fictício enfrentamento entre turcos e tropas dos Estados Unidos, inspirado e reproduzindo fatos reais ocorridos nas invasões norte-americanas ao Iraque e ao Afeganistão. Iniciando por um fato real, no qual uma unidade militar turca, aliados dos EUA, são presos, humilhados e deportados pelos soldados americanos por suspeita de ligação com o terrorismo, a partir daí o filme mostra uma trama de vingança, em que um agente turco tenta vingar um amigo que estava entre aqueles presos, tendo se suicidado em função da humilhação.
Ao longo da trama são mostrados um agente norte-americano e um médico de nacionalidade de Israel que lucram com a guerra. Além disso, aparecem soldados extremamente violentos, ou desequilibrados, que perpetram chacinas e torturas, a exemplo do que vemos em filmes sobre a Guerra do Vietnã.
Sendo o médico um judeu que trafica órgãos dos prisioneiros mortos e o agente norte-americano o comandante das forças de ocupação, o qual se diz um "escolhido de Deus", o filme demonstra uma desconfiança quanto às intenções de norte-americanos, judeus e cristãos, sendo por isso acusado de preconceituoso.
O filme procura retratar fielmente os casos das torturas em Abu Ghraib, no Iraque, onde os prisioneiros são maltratados pelas forças norte-americanas, inclusive com choques elétricos.

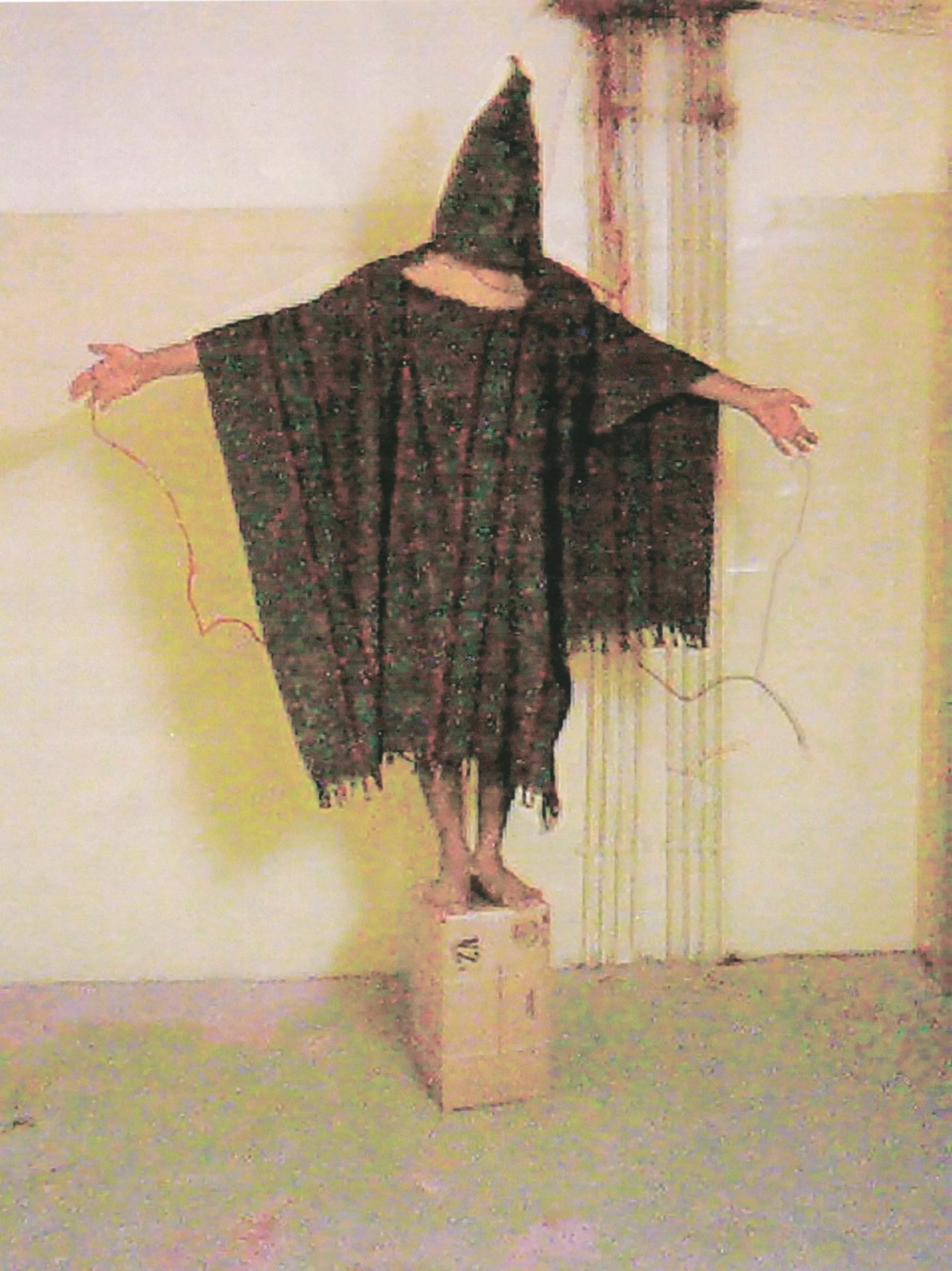
Fotografia do prisionero Satar Jabar sendo torturado em Abu Ghraib, ligado à fiação elétrica pela mãos e genitais.

Também faz referência a uma festa de casamento atacada por tropas dos EUA, as quai massacram, agridem e prendem um número indeterminado de civis, incluindo crianças e mulheres, sem nenhuma acusação provada posteriormente, conhecido como o incidente de Mukaradeeb, em 19 de maio de 2004.
Outro evento da realidade citado, descrito no documentário de Jamie Doran intitulado o Massacre de Mazar, ocorreu no Afeganistão, depois da batalha de Mazar-e Sharif, no dia 9 de novembro de 2001, quando soldados norte-americanos atiraram contra um container onde estavam sendo transportados guerrilheiros do taliban, por zombaria, para fazer furos em suas paredes quando os prisioneiros corriam o risco de morrerem sufocados. Muitos dos prisioneiros morreram ou foram feridos.

## Elenco
- Necati Şaşmaz como Polat Alemdar
- Billy Zane como Sam William Marshall
- Ghassan Massoud como Abdurrahman Halis Karkuki
- Bergüzar Korel como Leyla
- Gary Busey como doutor

## Recepção
Com um orçamento de 10 milhões de dólares é a produção mais cara já feita naquele país. Diante do sucesso, o filme se transformou em série de televisão no país de origem da produção.
Ante a boa acolhida do filme na Turquia, inclusive entre setores oficiais, a qual causou uma certa contrariedade da comunidade internacional, sendo obrigado a se pronunciar sobre o assunto, o ministro de relações exteriores da Turquia se referiu a ele afirmando que “não era pior que as produções de Hollywood”.